# Sirobuja
Sirobuja, po "udomaćenom" nazivu Barutana, je splitski gradski kotar. Omeđen je sa sjevera Vukovarskom ulicom od spajanja s Putem Duilova do križanja s Ulicom kralja Stjepana Držislava, s istoka Vukovarskom ulicom, s juga Ulicom kralja Stjepana Držislava od Puta Duilova do križanja s Vukovarskom ulicom na istoku te sa zapada Putem Duilova od križanja s Ulicom kralja Stjepana Držislava do spajanja s Vukovarskom ulicom.

## U sastavu
U sastavu gradskog kotara Sirobuja pripadaju i manji kotarevi Barutana i Kitožer.

## Povijest
Sam naziv Sirobuja spominje se još od 14.st. (Sirebugla) i vjerojatno je vezan za biljku majčina dušica.
Naziv Barutana je novijeg datuma, nastao po nekima jer se tu čuvao dinamit-barut koji se koristio u vrijeme iskopa tupine u kavi na Šinama, dok ga drugi vežu za vojne magazine koji su se tu nalazili za vrijeme 2.svetskog rata. Područje Barutane je do kraja šezdesetih godina prošloga stoljeća bilo nenaseljeno, 1968. dobar dio zemljišta je bio nacionaliziran, a od osamdestih godina se formira nelegalno naselje uglavnom radničkih obitelji.

## Znamenitosti
- crkva sv. Leopolda Bogdana Mandića